# سمیونکینو (شهرستان کالتاسینسکی، باشقیرستان)
سمیونکینو (انگلیسی: Semyonkino, Kaltasinsky District, Republic of Bashkortostan) یک شهرک در شهرستان کالتاسینسکی استان باشقیرستان کشور روسیه است.